# Квадроплан
Квадроплан (четвероплан) — самолёт с четырьмя крыльями, обычно расположенными друг над другом. Такие самолёты строились на заре авиастроения и в основном носили экспериментальный характер. Лишь некоторые квадропланы были произведены небольшими сериями.

## Примеры конструкций

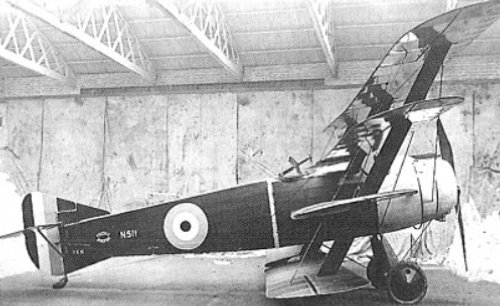
Armstrong Whitworth FK.10.

В 1910 году американский инженер Генри Вильям Якобс разработал свой квадроплан, запатентовал его и построил прототип. Однако о полётах этого квадроплана ничего не известно.
В 1916 году фирмой Armstrong Whitworth был построен истребитель-квадроплан Armstrong Whitworth FK.10. В небольших количествах он поступил на вооружение Королевского лётного корпуса и ВВС Королевского флота Великобритании, но не участвовал в боевых действиях. Самолёт является одним из немногих серийно выпускавшихся квадропланов.
В 1917 году в Великобритании был построен ночной истребитель-квадроплан «Supermarine Nighthawk», разработанный для перехвата дирижаблей. Самолёт отличался низкой скороподъёмностью — из-за слабых двигателей ему требовался целый час, чтобы подняться на высоту 3 км. Самолёт был построен в единственном экземпляре и был разобран из-за плохих лётных характеристик и приближающегося конца войны.

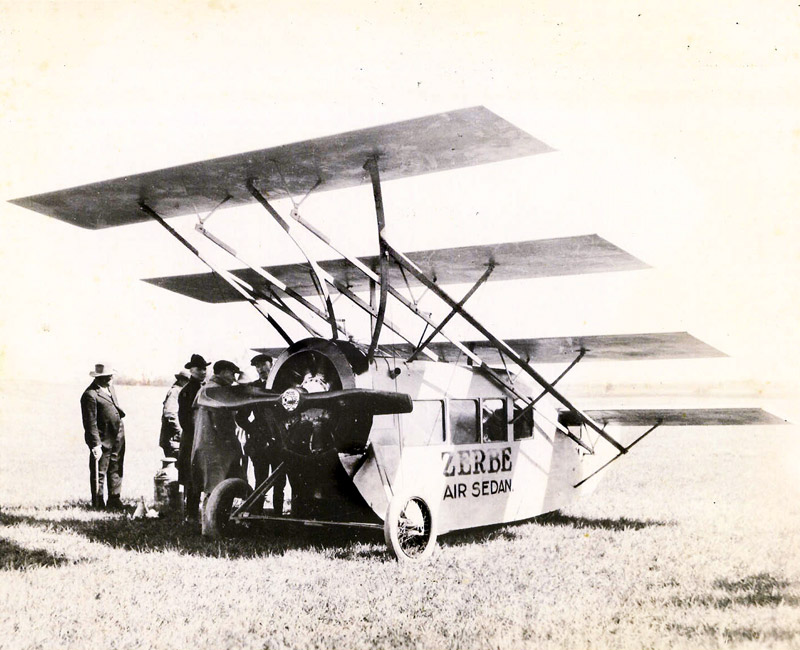
Zerbe Air Sedan.

В 1919 году американский инженер Джером Зербе построил Zerbe Air Sedan с четырьмя крыльями, который оказался не слишком удачным.